# العيلمي (الرضمة)

تعديل مصدري - تعديل

العيلمي محلة تابعة لقرية عميقة، التابعة لعزلة كحلان بمديرية الرضمة إحدى مديريات محافظة إب في الجمهورية اليمنية.، بلغ تعداد سكانها 37 حسب تعداد اليمن لعام 2004.